# 大河乡 (桂林市)
大河乡是中华人民共和国广西壮族自治区桂林市叠彩区下辖的一个乡。

## 行政区划
大河乡下辖以下地区：
四联村、新民村、群力村、上阳家村、蒙正村、大河村、潘家村、尧山村、大村、白竹干村、清风村、五福村、星华村、乌石村和南洲村。